# Шоркаси (Ібресинський район)
Шорка́си (рос. Шоркасы, чув. Шуркасси) — присілок у складі Ібресинського району Чувашії, Росія. Входить до складу Великоабакасинського сільського поселення.
Населення — 127 осіб (2010; 121 у 2002).
Національний склад:
- чуваші — 93 %